# Andreas Wank
Andreas Wank (* 18. února 1988) je německý skokan na lyžích, který závodí ve Světovém poháru. Je 190 cm vysoký a váží 73 kg.

## Začátek kariéry
Andreas Wank začal se skoky na lyžích velmi brzy. Ve 12 letech se v roce 2000 stal německým mistrem mezi studenty.V roce 2001 dosáhl 3. místa v celkovém pořadí. Také získal 3. místo v celkovém pořadí Německého poháru. V roce 2002 byl v týmu na Německém mistrovství. Získal stříbrnou medaili v soutěži družstev. O rok později začal opět v juniorském žebříčku a stal německým juniorským vice-šampionem. Kromě toho opět dosáhl 3. místa v celkovém pořadí Německého poháru.

## Pozdější kariéra
Od roku 2004 začal Andreas Wank závodit v Kontinentálním poháru a svým druhým skokem v Rovaniemi dosáhl na své první pódium, konkrétně na 3. místo. Potom byl Andreas Wank v národním týmu v závodech Světového poháru v Oberstdorfu na Turné čtyř můstků 2004–2005. Jeho prvním skokem v nejvyšší soutěži dosáhl na 45. místo. V roce 2005 se stal německým juniorským šampionem, jak v soutěži jednotlivců, tak i v týmové soutěži. Na německém seniorském mistrovství skončil celkově šestý. V roce 2007 jeho tým vyhrál zlatou medaili na německém mistrovství.
27. února 2008 se umístil na 1. místě v polském Zakopaném jako juniorský mistr světa v soutěži jednotlivců, to byl největší úspěch jeho kariéry. O dva dny později také získal titul se svým týmem. V sezóně 2008–2009 se poprvé zařadil do národního týmu na Mistrovství světa ve skocích na lyžích. Nakonec se dostal na 59. místo v celkovém pořadí Světového poháru.
19. července 2009 vyhrál Andreas Wank individuální závod Německého mistrovství ve skocích na lyžích v Garmisch-Partenkirchen s naprosto překvapivými skoky 135 a 139 metrů před Michaelem Neumayerem a Michaelem Uhrmannem.
Jeho předchozím nejlepším individuálním umístěním, které získal na letní Grand Prix 3. října 2009 v Klingenthalu, bylo 7. místo.

## Osobní život
Andreas Wank pochází z Domnitzu v Sasku-Anhaltsku. Od svých deseti let žije v Oberhofu, kde v roce 2007 odmaturoval na sportovní škole. V březnu 2008 se zapsal na univerzitu Ansbach, kde studoval mezinárodní management v programu, který byl přizpůsoben k HS Ansbach a navržen speciálně pro vrcholové sportovce.